# Amt Neuzelle
Amt Neuzelle är ett kommunalförbund (Amt) i östra Tyskland, i Landkreis Oder-Spree i förbundslandet Brandenburg. Amtet består av kommunerna Neuzelle,  Lawitz och Neissemünde. Sätet för den gemensamma förvaltningen ligger i staden Müllrose, som inte själv tillhör amtet. Den sammanlagda befolkningen uppgår till 6 678 invånare (2012).

## Befolkning
| År   | Invånare |
| ---- | -------- |
| 1875 | 8 414    |
| 1890 | 8 151    |
| 1910 | 7 606    |
| 1925 | 7 469    |
| 1933 | 7 754    |
| 1939 | 7 456    |
| 1946 | 10 326   |
| 1950 | 10 374   |
| 1964 | 8 507    |
| 1971 | 7 684    |

| År   | Invånare |
| ---- | -------- |
| 1981 | 6 731    |
| 1985 | 6 537    |
| 1989 | 6 328    |
| 1990 | 6 224    |
| 1991 | 6 190    |
| 1992 | 6 366    |
| 1993 | 6 538    |
| 1994 | 6 649    |
| 1995 | 6 692    |
| 1996 | 6 809    |

| År   | Invånare |
| ---- | -------- |
| 1997 | 6 989    |
| 1998 | 6 948    |
| 1999 | 7 093    |
| 2000 | 7 282    |
| 2001 | 7 215    |
| 2002 | 7 165    |
| 2003 | 7 198    |
| 2004 | 7 243    |
| 2005 | 7 204    |
| 2006 | 7 130    |

| År   | Invånare |
| ---- | -------- |
| 2007 | 7 084    |
| 2008 | 6 987    |
| 2009 | 6 935    |
| 2010 | 6 860    |
| 2011 | 6 755    |
| 2012 | 6 678    |
| 2013 | 6 619    |
| 2014 | 6 586    |
| 2015 | 6 514    |
| 2016 | 6 467    |

| År   | Invånare |
| ---- | -------- |
| 2017 | 6 508    |
| 2018 | 6 501    |
| 2019 | 6 457    |
| 2020 | 6 467    |

Detaljerade källor anges i Wikimedia Commons..